# Commodore SX-64

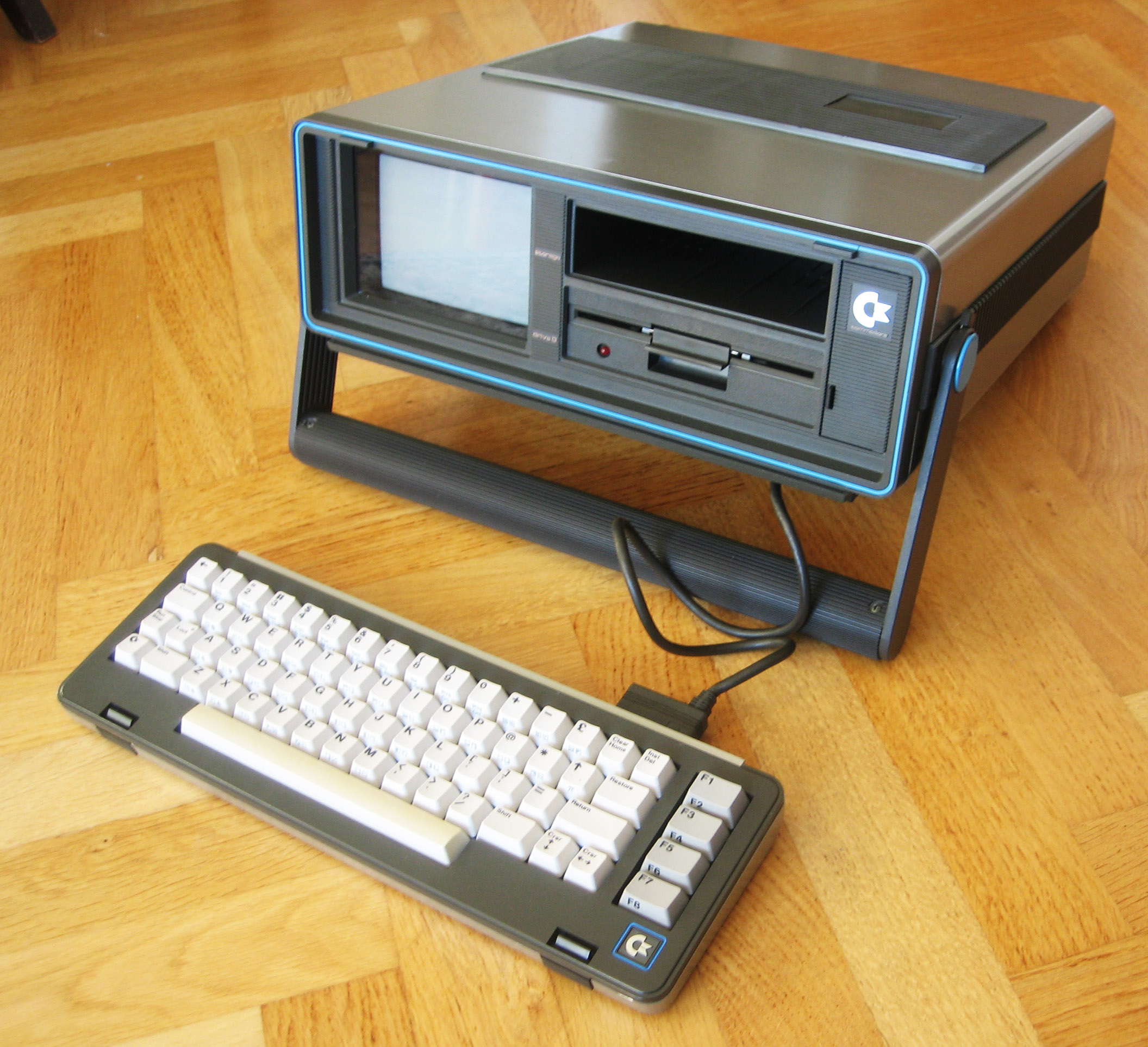
Commodore SX-64

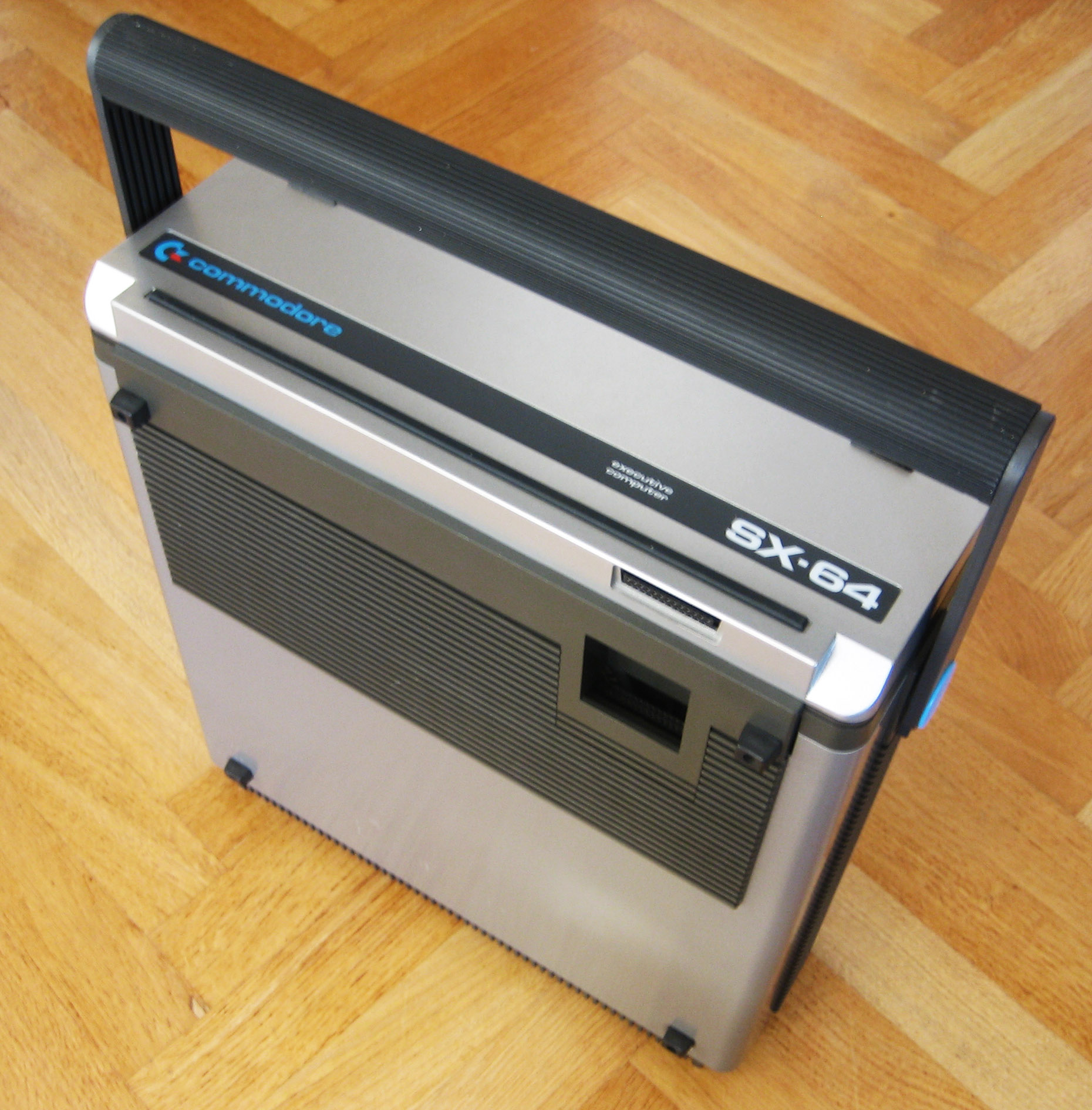
Gehäuse mit Tastatur geschlossen, stehend

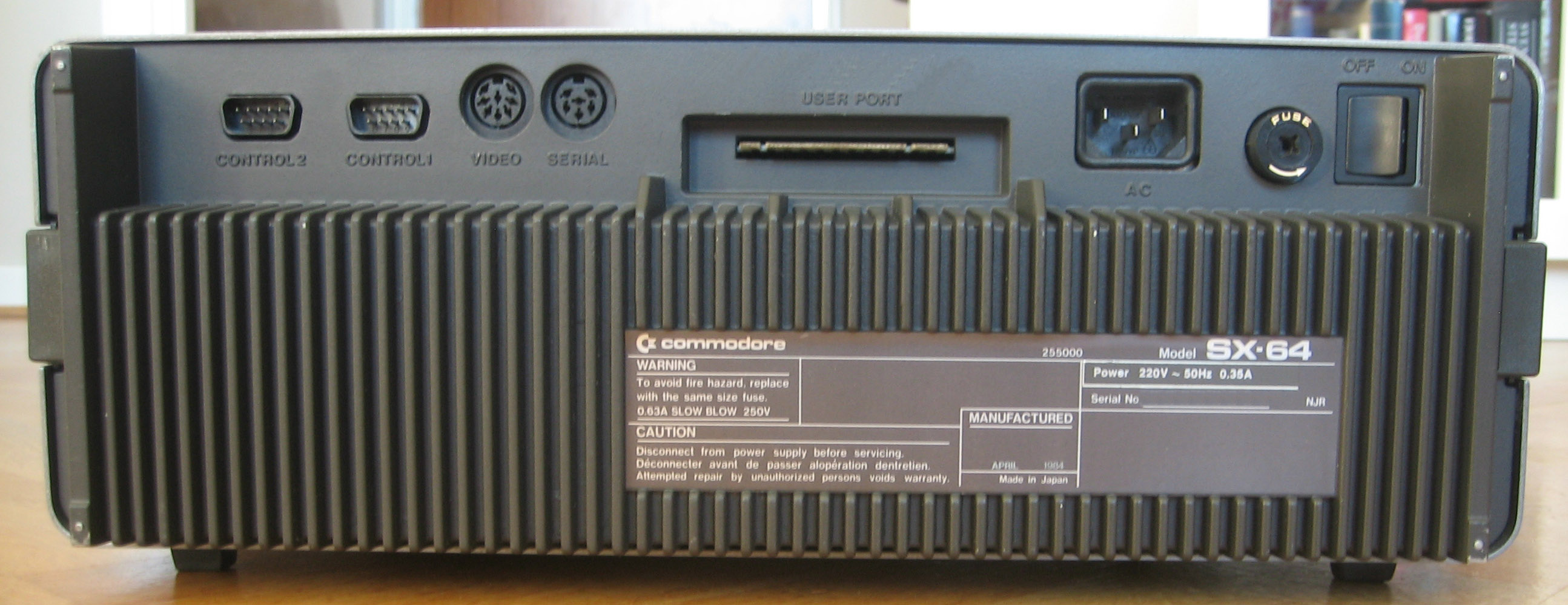
Rückseite

Der SX-64, auch als Executive 64 bezeichnet, war eine tragbare Version des C64. Er enthielt einen eingebauten 5″ (127 mm) großen Farbbildschirm und ein zur VC1541 kompatibles 5 1⁄4″-Diskettenlaufwerk. Der Computer enthielt keinen Akku, sondern wurde am normalen Stromnetz betrieben, wog 10,5 kg und hatte laut Werbetext unter einem Flugzeugsitz Platz.

## Geschichte
Der SX-64 wurde ab Dezember 1983 zum Preis von 995 US$ verkauft, in Deutschland bot man das Gerät ab Frühjahr 1984 für knapp 3.000 DM an. Das Gerät wurde lediglich im Zeitraum Frühjahr 1984 bis 1986 vertrieben. Unter der Annahme, dass fortlaufende Seriennummern vergeben wurden, sind weltweit mehr als 49.000 Exemplare produziert worden: In der SN-Database auf sx64.net findet sich ein SX-64 mit der Endnummer 049807.
Ursprünglich plante Commodore ein Doppel-Diskettenlaufwerk für das Gerät ein, auf der Summer CES (Consumer Electronics Show) 1983 in Las Vegas stellte man daher einen entsprechend ausgestatteten Prototyp vor. Aus der anfangs gewählten Bezeichnung Commodore Double Drive Executive 64 entstand kurz DX-64. Außer diesem Prototyp konnte man noch kein verkaufbares Produkt nachweisen. 
Auf der Winter CES wurde ein fast serienreifer Prototyp vorgestellt, der nur noch ein Diskettenlaufwerk aufwies und den dementsprechend geänderten Namen SX-64 (Single Drive Executive 64) bekam. Das zweite Laufwerk, welches wahrscheinlich aus Kostengründen dem Rotstift zum Opfer fiel, sollte aber optional mitbestellt werden können. Es wurde ein weiterer Prototyp vorgestellt, der SX-100, ein weitestgehend gleiches Gerät, lediglich mit einem Schwarz-Weiß-Röhrenmonitor ausgestattet. Dieser kam aber über das Prototyp-Stadium nicht hinaus. 
Der DX-64 wird in dem beigefügten Handbuch zwar gelegentlich erwähnt, auch sieht man in einer Gerätebeschreibung eine Zeichnung eines Computers mit Doppellaufwerk, jedoch ist ein „echtes“ Serienmodell des DX-64 bis heute nicht belegt, so dass der Double Drive Executive 64 es wohl nie zur Marktreife gebracht hat, lediglich Eigenbauten lassen sich im Internet finden, leicht daran zu erkennen, dass das obere Laufwerk auf der Frontplatte die Bezeichnung STORAGE aufweist.

## Einsatzgebiete
Tatsächlich wurde der SX-64 seinerzeit als „Vertreter-Laptop“ genutzt. Dank des Farbmonitors waren die Zeiten der Darstellung von einfarbigem Text vorbei, man konnte dem Außendienstmitarbeiter nun auch aufwändigere Grafiken mitgeben. Programme wie Multidata64, CalcResult64, Adressen64, Mitgliederverwaltung64 und Text64 zielten auf Büro-Anwendungen, Lagerverwaltungen und ähnliche Einsätze in Unternehmen.
Es gab so manche professionelle Einsatzmöglichkeiten für das Gerät. Die Ampelanlagenfirma SILA nutzte den SX-64 zur Steuerung und Programmierung ihrer mobilen Einsatzampeln an Baustellen. Die Firma CIL Microsystems aus Sussex/England bot einen modifizierten SX-64 als Mess- und Steuercomputer für den technisch-wissenschaftlichen Bereich an, wobei der Schacht oberhalb des Laufwerks durch ein Messdateninterface (ADS-Interface) ausgetauscht wurde, das vier Analog-Eingänge, zwei Analog-Ausgänge, vier Digital-TTL- und vier Relais-Ausgänge beinhaltete. Die Firma Tesa schickte ihre Handelsvertreter mit speziell umgerüsteten Geräten namens „Tesa Etikettendrucker 6240“ zu den Kunden. Der Monitor wurde gegen einen Grünmonitor getauscht, der SID, der im SX-64 für den Sound verantwortlich ist, wurde entfernt, ebenso die Regler für Lautstärke, Helligkeit, Kontrast und Farbe. Das ROM enthielt eine spezielle Tesa-Software.

## Technik
Die Tastatur des SX-64 war abnehmbar, hatte 66 Tasten in QWERTY-Anordnung und diente auch als Deckel des Computergehäuses. Sie wurde über ein Kabel mit zwei 25-poligen, D-Sub-ähnlichen Steckern angeschlossen.
Da man das Diskettenlaufwerk fest ins Gerät eingeplant hatte, ließen die Ingenieure den Datassettenport weg. Ebenso entfielen die nun nicht mehr benötigten Befehlsroutinen für die Bandsteuerung im ROM. Das zog allerdings technische Probleme mit sich: Externe Peripherie, wie zum Beispiel das hauseigene parallele Centronics-Druckerinterface, das diesen Port als Spannungsversorgung nutzte, konnte hier nicht verwendet werden. Auch verweigerten einige Programme ihren Dienst, weil sie die fehlenden Datassetten-Routinen im Kernal als Fehler des Computers interpretierten. Ein weiteres Problem brachte das Netzteil mit sich. In frühen Versionen des SX-64 war es so knapp ausgelegt, dass Commodores eigene RAM Expansion Unit (REU) ihren Dienst verweigerte, weil sie nicht genug Energie vom Netzteil erhielt. Das schwache Netzteil ist auch der wahrscheinliche Grund, warum das zweite Laufwerk des ursprünglich vorgestellten Double Drive Executive 64 wegfiel: Die Energieversorgung würde zusammenbrechen, wenn beide Laufwerke gleichzeitig angesprochen werden. Allerdings wurde das Netzteil-Problem in den ersten Geräte-Revisionen korrigiert.
Genauso wie der C64 verfügte der SX-64 über 64 KB RAM. Die Standardfarben für Schrift wurden in Blau auf weißem Grund geändert, um die Lesbarkeit auf dem kleinen Monitor zu verbessern.

## Design
Der SX-64 hat auffallende Ähnlichkeit zum Osborne 1, der zwei Jahre vorher erschienen ist, und gewann dennoch einen Preis für die Industrieform. Der Begriff „Tragbarer Computer“ hat sich durch solche Geräte zum ersten Mal manifestiert. Auch wenn die batterielosen Computer im heutigen Sinne als nicht portabel gelten, waren sie die ersten mobilen Computer.

## Unterschiede zum C64
- Tragbare Version
- Eingebaute 1541-Floppy
- Geändertes Kernal-ROM ohne Datasetten-Routine
- Eingebaute Monitoreinheit incl. Lautsprecher
- Kein Anschluss für die Datassette
- Kein HF-Ausgang für Fernseher
- Eingebautes Netzteil
- Modulschacht oben

## Technische Daten
- Bauzeit: 1983 bis 1986
- Prozessor 6510, 8 Bit
- Taktfrequenz: 0,99 MHz (PAL-Version, 1,02 MHz NTSC-Version)
- RAM: 64 KB (erweiterbar bis 512 KB)
- ROM: 20 KB
- Betriebssystem: Basic 2.0 (im ROM)
- Bildschirmauflösung: Grafik 320×200, 160×200, Text: 40×25
- Farben: 16
- Sound: 3-Kanal, mono
- Schnittstellen: 1 Seriell rund (CBM-Bus), 1 Video/Audio, 1 Userport, 2 Joystick oder Maus, 1 Modulschacht
- Tastatur: 66 Tasten
- Eingebaute Laufwerke: Floppy 5 1⁄4″, kompatibel zu VC1541
- Besonderheiten: eingebauter 5″-Farbbildschirm, eingebautes Netzteil, kein Akkubetrieb